# حملات هوایی به مسکو
حملات هوایی به مسکو اشاره به مجموعه‌ای از حملات هوایی راهبردی توسط لوفت‌وافه، نیروی هوایی رایش سوم به شهر مسکو، پایتخت اتحاد جماهیر شوروی در جریان عملیات بارباروسا بین ماه‌های ژوئیه تا دسامبر سال ۱۹۴۱ دارد. این حملات با وجود وارد آوردن برخی تلفات و خسارات، در مواجهه با دفاع ضد هوایی و مقاومت نیروی هوایی شوروی در نهایت نتوانست به اهداف راهبردی خود برسد.

## پیش‌زمینه
بر اساس طرح عملیاتی بارباروسا، مطابق دکترین اصلی رزمی آن، دستیابی به برتری هوایی اولویت نخست لوفت‌وافه، نیروی هوایی رایش سوم به حساب می‌آمد. این نیرو در ابتدا به دنبال نابودی نیروی هوایی شوروی و عملیات‌های پشتیبانی زمینی دشمن بود. به هر حال، با توجه به محدودیت برد و بارگیری، لوفت‌وافه نمی‌توانست به شکل مؤثری به صنایع هوایی شوروی حمله کند. پس از حصول برتری هوایی، لوفت‌وافه قصد داشت توجه عملیاتی خود را به پشتیبانی هوایی نزدیک از نیروی زمینی تغییر دهد.
بر مبنای دکترین تاکتیکی بلیتس‌کریگ و جهت ایجاد برتری هوایی و مهیا ساختن شرایط لازم برای تهاجم زمینی، عملیات بارباروسا، تهاجم آلمان به شوروی، روز ۲۲ ژوئن سال ۱۹۴۱ با یورش همه‌جانبه هواگردهای لوفت‌وافه به فرودگاه‌های دشمن در سرتاسر خط مقدم آغاز شد. در مجموع، در عرض سه روز آغازین شوروی ۲۰۰۰ هواگرد و تا پایان هفته اول ۴۰۰۰ هواگرد خود را عموماً بر روی زمین از دست داد تا بزرگ‌ترین نیروی هوایی جهان به نیرویی بی‌تأثیر بدل شود. در حالیکه طبق ادعای فرماندهی عالی ورماخت، لوفت‌وافه در این مدت تنها ۱۵۰ هواگرد خود را از دست داده بود تا نسبت خسارات وارده به طرفین ۱ به ۲۷ برآورد شود.
پس از حصول برتری هوایی در عرض چند روز، لوفت‌وافه از روز ۲۵ ژوئن توجه خود را معطوف به پشتیبانی مستقیم یا غیر مستقیم نیروی زمینی کرد. لوفت‌وافه در جریان این پشتیبانی تا پایان ماه نوامبر به شکل میانگین ۲۳۲۷۰ تن مواد منفجره بر سر دشمن فرود می‌آورد.

## آمادگی دفاعی شوروی
آماده‌سازی‌ها در مقابل حملات هوایی از سال ۱۹۳۲ با تشکیل «سازمان دفاع مدنی» (MPVO) در مسکو صورت گرفته بود. شوروی به کمک سرویس اطلاعاتی خود از تجربیات آلمان، فرانسه و بریتانیا در این زمینه استفاده کرد. ساخت‌وساز پناهگاه‌های حملاتی هوایی از سال بعد آغاز شد. تا هنگام شروع جنگ پناهگاه‌های کافی برای جای دادن ۴۰۰ هزار نفر در آن‌ها احداث گردید. در محل‌هایی که امکان ساخت پناهگاه نبود سنگر و گودال حفر شد که ظرفیت جایگیری را ۲۵۰ هزار نفر دیگر افزایش داد. به هر صورت از شبکه تونل‌های قطار شهری مسکو که دربردارنده برخی احتیاجات از جمله آب رسانی نیز بودند، هم به عنوان پناهگاه استفاده می‌شد. بر مبنای داده‌های اطلاعاتی به دست آمده از قصد آلمان برای تهاجم، روز ۲۱ ژوئن سال ۱۹۴۱، یک روز پیش از آغاز تهاجم، به دستور واسیلی پرونین، رئیس شورای شهر مسکو، دفاع ضد هوایی و تمام پناهگاه‌های این شهر در حالت آماده‌باش قرار گرفت. دستورالعمل‌ها و تمهیدات ویژه‌ای برای شهروندان برای مواقع حملات هوایی صادر و پلیس و نیروهای سازمان دفاع مدنی موظف به نظارت بر اجرای آن‌ها شد. خاطیان به محاکمه در دادگاه نظامی تهدید شدند. پس از آغاز جنگ، در هر یک از ۲۵ رایون شهر یک گردان مستقل دفاع هوایی برای نجات مجروحین و پاکسازی خرابی‌ها تشکیل شد. مهندسان، معماران و مختصصان دیگر این گردان‌ها و زیر یگان‌های آن‌ها را فرماندهی می‌کردند. تا هنگام آغاز حملات هوایی آلمانی‌ها، بیش از ۶۰۰ هزار نفر در جوخه‌های دفاع هوایی به‌کارگرفته شدند. مسئولیت کلی اداره این نیرو بر عهده حزب کمونیست مسکو و شورای شهر بود.
هنگام آغاز جنگ لشکر بیست و چهارم جنگنده دفاع هوایی با ۲۷۸ جنگنده وظیفه دفاع از حریم هوایی مسکو، پایتخت شوروی را بر عهده داشت. بیشتر این جنگنده‌ها نمونه‌های قدیمی آی-۱۶ بودند. به هر صورت با توجه به اهمیت بالای آن، دفاع هوایی مسکو به سرعت تقویت شد و این لشکر با دریافت چند هنگ هوایی، به شکل سپاه ۶ جنگنده دفاع هوایی مجدداً سازمان یافت. این سپاه به فرماندهی سرهنگ ایوان کلیموف در ابتدای حملات هوایی آلمانی‌ها به مسکو در مجموع شامل ۲۹ هنگ جنگنده می‌شد.
هنگام آغاز حملات هوایی لوفت‌وافه، ۱۰۴۴ توپ ضدهوایی، ۳۳۶ مسلسل ضدهوایی، ۶۱۸ نورافکن و ۱۲۴ بالون مانع و برای دفاع از حریم هوایی مسکو به‌کارگرفته شده بودند. آتشبار ضد هوایی شوروی بر پایه توپ ضدهوایی ۷۶ میلی‌متری مدل ۱۹۳۱ و توپ ضدهوایی ۸۵ میلی‌متری ۵۲-کا برای ارتفاع بالا و توپ خودکار ۳۷ میلی‌متری ۶۱-کا با نرخ آتش بالا برای ارتفاع پایین، قرار داشت. نزدیک به ۵۰۰ جنگنده سپاه ۶ جنگنده دفاع هوایی شوروی نیز در این ناحیه مستقر بودند. به هر صورت تعداد اندکی جنگنده شبانه مدین منظور موجود بود.
به هر صورت مسکو شرایط سختی برای دفاع هوایی داشت. با وجود برنامه گسترده ساخت‌وساز در دهه ۱۹۳۰، حدود ۷۰ درصد از بناهای مسکونی این شهر در سال ۱۹۴۱ همچنان از چوب ساخته شده بودند. در نقاط مختلفی از شهر، حتی در مرکز آن، پشته‌هایی از هیزم گردآوری شده و ساختمان انبارها از چوب یا سایر مواد قابل اشتعال بود. بدین جهت از مسکو در این زمان با عنوان «جعبه چوبی» یاد شده‌است. از این رو یکی از اهداف عمده سازمان دفاع مدنی مسکو جلوگیری از ادامه آتش‌سوزی‌ها بود. نخستین تصمیم کمیته دفاع کشور پس از تشکیل آن در روز ۱ ژوئیه، بر افزایش تولید ماشین آتش‌نشانی برای آتش‌نشانی‌های این شهر قرار گرفت.
| هواگرد       | آی-۱۶ | میگ-۳ | یاک-۱ | لاگگ-۳ | مجموع |
| ------------ | ----- | ----- | ----- | ------ | ----- |
| توان (فروند) | ۱۷۰   | ۱۲۷   | ۹۱    | ۳۷     | ۴۹۵   |

## اهداف و طرح حمله هوایی به مسکو
بر مبنای طرح عملیاتی بارباروسا مسکو، پایتخت شوروی یکی از اهداف اصلی عملیات به حساب می‌آمد. به هر صورت با توجه به فاصله زیاد این شهر با مناطق مرزی، در ابتدا تنها این لوفت‌وافه بود که می‌توانست بدان دست یابد. همان روز نخست عملیات یک فروند هواگرد شناسایی یو ۸۸دی از اسکادران ۱ گروه شناسایی روول، بدون این که دشمن متوجه شود، خود را به مسکو رساند و از ارتفاع ۱۰ هزار متری نخستین تصاویر هوایی را از آن تهیه کرد. تا روز ۱۸ ژوئیه چند عملیات شناسایی عکس‌برداری دیگر نیز، با وجود اقدام جنگنده‌های شوروی برای رهگیری هواگردهای آلمانی، به شکل موفق‌آمیزی انجام گرفت.
سه هفته پس از آغاز عملیات، به دستور آدولف هیتلر، پیشوای آلمان لوفت‌وافه موظف به صورت دادن حملات هوایی علیه مسکو، پایتخت شوروی شد. حملات هوایی به مسکو عموماً به جهت وحشت‌آفرینی انجام می‌گرفت و به نقل از سرتیپ والتر وارلیمونت، هدف از آن انتقام حملات هوایی شوروی به هلسینکی و بوخارست بود. تصور می‌شد بمباران مسکو به یک «فاجعه مردمی» منجر خواهد شد و همانند تجربه ورشو، روتردام و بلگراد، فروپاشی رژیم شوروی را تسریع خواهد کرد. حامی اصلی حملات هوایی به پایتخت شوروی سپهبد ولفرام فون ریشتوفن، فرمانده سپاه ۸ هوایی لوفت‌وافه بود. رایشس‌مارشال هرمان گورینگ، فرمانده کل لوفت‌وافه بیشتر از منظر حیثیتی از این طرح حمایت می‌کرد. به هر صورت فیلدمارشال آلبرت کسلرینگ، فرمانده ناوگان دوم هوایی لوفت‌وافه، با اشاره به توان ناکافی لوفت‌وافه در تهاجم به چنین هدف بزرگی، با این اقدام مخالف بود. با این حال هیتلر روز ۱۹ ژوئیه با صدور فرمان شماره ۳۳ پیشوا، ضمن اشاره به موارد دیگر، فرمان به صورت گرفتن تهاجم هوایی به مسکو داد. این عملیات با اسم رمز کلارا ستکین، نخستین بمباران راهبردی بزرگ در جبهه شرقی به حساب می‌آمد.

## توان و شرایط لوفت‌وافه
لوفت‌وافه جنگ با شوروی را با ۶۷۳ بمب‌افکن دو موتوره آغاز کرده بود. تا بدین زمان بسیاری از اسکادران‌های آن متحمل خسارات جدی شده بودند. در این زمان هیچ هواگرد ذخیره‌ای برای لوفت‌وافه باقی نمانده بود و با توجه به در جریان بودن نبردهای شدید در قسمت‌های شمالی و جنوبی خط مقدم امکان به‌کارگیری توان هوایی آن‌ها در حمله هوایی به مسکو وجود نداشت. علاوه بر این، لوفت‌وافه در نزدیکی خطوط مقدم پایگاه‌های هوایی مناسبی برای بمب‌افکن‌های دو موتوره نداشت. حملات هوایی به مسکو می‌بایست از پایگاه‌های هوایی در پروس شرقی و غرب بلاروس در فاصله ۸۰۰ تا ۱۰۰۰ کیلومتری صورت می‌گرفت. فاصله زیاد مسکو با این پایگاه‌های سبب می‌شد بمب‌افکن‌های آلمانی وادار شوند جهت حمل سوخت بیشتر از میزان مهمات خود بکاهند. بمب‌افکن‌های دورنیه دو ۱۷ست لوفت‌وافه تنها میزان حداقلی ۵۰۰ کیلوگرم بمب با خود بدین منظور حمل می‌کردند.
برخی یگان‌های بمب‌افکن از غرب اروپا به منظور تقویت نیروی حمله، به شرق منتقل شدند. یگان‌های مستقر شده لوفت‌وافه در پروس شرقی و شرق لهستان به منظور حمله هوایی به مسکو:
- جناح ۴ بمب‌افکن گنرال ویور: ۵۸ هائی ۱۱۱ (۴۵ عملیاتی)
- گروه ۳ جناح ۲۶ بمب‌افکن: ۲۹ هائی ۱۱۱ (۲۱ عملیاتی)
- گروه رزمی ۱۰۰ ویکینگ: ۱۲ هائی ۱۱۱ (۱۰ عملیاتی) - گروه مسیریاب
- گروه ۱ جناح ۲۸ بمب‌افکن: ۲۰ هائی ۱۱۱ (۱۴ عملیاتی)

## حملات هوایی

### ژوئیه ۱۹۴۱
صبح روز ۲۱ ژوئیه سپهبد برونو لورتسر، فرمانده سپاه ۲ هوایی لوفت‌وافه جزئیات نخستین حمله هوایی به مسکو، از جمله اهداف اصلی، زمان آغاز و مسیر پرواز بمب‌افکن‌ها، را با فرماندهان جناح‌ها در میان گذاشت. تأسیسات و بخش‌های مختلف مسکو بین جناح‌ها تقسیم شد. جناح ۵۵ بمب‌افکن می‌بایست کاخ کرملین، دفتر مرکزی حزب کمونیست و نیروگاه برق‌آبی مسکو را بمباران می‌کرد. جناح ۵۳ بمب‌افکن می‌بایست به ایستگاه راه‌آهن بلاروسکی، یک کارخانه تولید هواگرد، پایگاه هوایی مرکزی مسکو و کارخانه کلارا سکتین حمله می‌برد. در نهایت جناح ۴ بمب‌افکن نیز مسئول حمله به اهداف نظامی در بخش‌های غربی و شمالی مسکو شد. در نخستین سری از حملات هوایی از شب ۲۱ ژوئیه هواگردهای لوفت‌وافه در قالب چهار موج شروع به بمباران مسکو کردند.
موج نخست
عملیات لوفت‌وافه از ساعت ۲۰ به وقت مسکو در روز ۲۱ ژوئیه با به‌کارگیری ۱۹۵ بمب‌افکن، شامل هواگردهای یو ۸۸ جناح‌های ۳ و ۵۴ بمب‌افکن، هواگردهای هائی ۱۱۱ از جناح‌های ۲۶، ۲۸، ۵۳ و ۵۵ بمب‌افکن و گروه رزمی ۱۰۰ و هواگردهای دو ۱۷ جناح‌های ۲ و ۳ بمب‌افکن، آغاز شد. آسمان صاف و دمای هوا بین ۱۵ تا ۲۰ درجه سانتی‌گراد بود. حدود ساعت ۲۲، هنگام غروب آفتاب، قرارگاه دفاع هوایی مسکو گزارشی از نزدیک شدن گروه بزرگی از هواگردهای دشمن دریافت کرد. سطح آمادگی شماره ۱ در مسکو اعلام شد. با رسیدن هواگردهای آلمانی به محدوده نورافکن‌های دفاع هوایی، ساعت ۲۲:۱۰ اخطار حمله هوایی در مسکو به صدا درآمد. در ابتدا هواگردهای مسیریاب هائی ۱۱۱ گروه رزمی ۱۰۰ لوفت‌وافه خود را بر فراز شهر رساندند و جهت مشخص کردن اهداف برای هواگردهای متعاقب، بمب‌های نورانی و آتش‌زا بر آن انداختند. بمب‌افکن‌های آلمانی در ارتفاع ۲۰۰۰ تا ۴۰۰۰ متری پرواز می‌کردند. بسیاری از آن‌ها توسط نورافکن‌ها روشن شدند و تحت حمله تسلیحات ضدهوایی و جنگنده‌های شوروی قرار گرفتند. زیر برخی بمب‌افکن‌های آلمانی به رنگ سیاه نقاشی شده بود و این مسئله یافتن آن‌ها را دشوار می‌کرد. به هر صورت خدمه توپ‌های ضدهوایی عموماً بدون هدف‌گیری به سمت توده هواگردهای دشمن آتش می‌گشودند. در مجموع بیش از ۲۹ هزار گلوله ضدهوایی از کالیبرهای مختلف و ۱۳۰ هزار فشنگ مسلسل شلیک شد. بالون‌های مانع نیز مشکلاتی برای آلمانی‌ها پدیدآوردند. با وجود این که این حمله کاملاً مطابق با آنچه انتظار می‌رفت صورت نگرفت، بیشتر هواگردهای آلمانی مأموریت خود را به انجام رساندند. در این حمله هوایی مجموعاً ۱۰۴ تن مواد منفجره و ۴۶ هزار بمب آتش‌زا بر سر مسکو ریخته شد که در اثر آن حدود ۱۲۰۰ آتش‌سوزی از جمله ۱۰۰ مورد در تأسیسات نظامی، به پا شد. کارخانه شیمیایی اوگرشسکایا، کارخانه ایزوگام مسکو و انبارها و کارگاه‌های راه‌آهن کاملاً منهدم شدند و به چند کارخانه و تأسیسات دیگر از جمله کارخانه شماره ۱ هواگرد و نیروگاه برق‌آبی مسکو آسیب وارد آمد. چندین بمب انفجاری و آتش‌زا در مجموعه کاخ کرملین فرود آمد و آسیب‌هایی را به همراه داشت. یک بمب اس‌سی ۵۰۰ پرتاب‌شده از هواگردهای گروه ۲ جناح ۵۵ بمب‌افکن سقف تالار سنت جورج این کاخ را سوراخ کرد اما منفجر نشد. طبق گزارش شوروی، در این حمله هوایی به شهر ۱۵۰ نفر کشته و ۶۵۰ نفر دیگر زخمی شدند. شوروی مدعی ساقط کردن ۶ هواگرد دشمن با آتش ضدهوایی و ۱۲ هواگرد دیگر به کمک ۱۷۳ سورتی انجام گرفته توسط جنگنده‌های خود گشت. بر این اساس آلمانی‌ها ۲۲ هواگرد خود را از دست دادند. با این حال، در طبق ادعای آلمانی‌ها، تنها دو هواگرد لوفت‌وافه شامل یک هواگرد هائی ۱۱۱ از جناح ۵۵ بمب‌افکن و یک هواگرد دو ۱۷ از جناح ۳ بمب‌افکن، در جریان این عملیات از دست رفت. چندین هواگرد دیگر نیز آسیب دیدند اما توانستند خود را به نواحی تحت سلطه آلمانی‌ها برسانند. دو هواگرد دیگر شامل یک هائی ۱۱۱ جناح ۲۶ بمب‌افکن و یک یو ۸۸ جناح ۳ بمب‌افکن هم هنگام بازگشت دچار سانحه و منهدم شدند. در طرف مقابل شوروی نیز ۴ جنگنده را تماما به علت مشکلات فنی از دست داد.
موج دوم
برای حمله هوایی بعدی لوفت‌وافه جهت بهبود نتایج، تاکتیک خود را تغییر داد. هواگردهای آلمانی در ارتفاع بالاتری پرواز می‌کردند تا با بالون‌های مانع برخورد نکنند و تأثیر نورافکن‌های دشمن کاهش یابد. در موج دوم حمله در عصر روز ۲۲ ژوئیه ۱۱۵ بمب‌افکن مشارکت داشتند. بخش‌های دفاع هوایی مسکو ساعت ۲۲:۰۵ در سطح آمادگی شماره ۱ قرار گرفتند. این بار ۹۸ تن مواد منفجره و ۳۴ هزار بمب آتش‌زا بر مسکو ریخته شد. آتش ضدهوایی شوروی همانند موج نخست نبود و تنها حدود ۶۰۰۰ گلوله شلیک کرد. تمام بمب‌افکن‌های لوفت‌وافه در قالب آرایش‌های خود از فراز شهر گذشتند و بیشتر اهداف خود را مورد اصابت قرار دادند. مجموعاً ۶۳ کارخانه و ۹۶ خانه در اثر انفجار و آتش‌سوزی آسیب دید. آسیب به پایگاه برق‌آبی شماره ۱ شبکه قطار شهری مسکو و تأسیسات حیاتی دیگری را از کار انداخت. جناح ۵۵ بمب‌افکن لوفت‌وافه مجددا به مجموعه کاخ کرملین حمله کرد و حدود ۸۰ بمب آتش‌زا بر آن انداخت. تلفات این بار بیشتر بود و به مرگ ۲۱۳ تن و زخمی شدن ۳۵۳ تن دیگر انجامید. دفاع ضدهوایی شوروی مدعی ساقط کردن سه هواگرد دشمن شد. جنگنده‌های نیروی هوایی آن نیز ۲۰۲ سورتی صورت دادند و مدعی سرنگونی چهار بمب‌افکن گشتند. به هر صورت این بار نیز آلمانی‌ها از دست رفتن تنها یک هواگرد هائی ۱۱۱ از جناح ۲۸ بمب‌افکن که در اثر آتش ضدهوایی آسیب دیده بود، هنگام فرود اضطراری در بارانوویچی را تأیید کردند.
موج سوم
آژیر خطر در مسکو مجدداً ساعت ۱۸:۴۳ روز ۲۳ ژوئیه به صدا درآمد. با این حال تنها یک هواگرد شناسایی عکس‌برداری آلمانی در آسمان ظاهر گشت. این اخطار ساعت ۲۰:۰۵ لغو شد. به هر صورت ساعت ۲۱:۳۰ گزارشی از نزدیک شدن گروهی از بمب‌افکن‌های آلمانی مخابره گردید. در این حمله سوم ۱۲۵ بمب‌افکن لوفت‌وافه ۱۴۰ تن بمب بر مسکو فرو ریختند. شوروی تلاش زیادی کرد حتی از طریق احداث چندین ساخمان دروغین موقعیت بیشتر اماکن حساس را از دید شناسایی هوایی لوفت‌وافه مخفی نگاه دارد. به هر صورت مهاجمان با کمک این پروازهای شناسایی عکس‌برداری و تحلیل دقیق آن‌ها، با خطای کمی اهداف خود را می‌یافتند. چند هدف مهم از جمله کارخانه شماره ۲۸ و بیمارستان کرملین مورد اصابت قرار گرفت. حمله در پوشش سنگین ابرها انجام شد و نورافکن‌ها قادر به روشن کردن هواگردهای آلمانی نبودند. با این حال بیش از ۲۰ هزار گلوله ضدهوایی به صورت کور شلیک شد. جنگنده‌های شبانه شوروی ۱۸۲ سورتی صورت دادند و مدعی چهار پیروزی در مقابل از دست رفتن پنج هواگرد خودی شدند. به هر صورت تنها یک هواگرد هائی ۱۱۱ جناح ۵۳ بمب‌افکن لوفت‌وافه هنگام فرود در اورشا دچار ۷۰ درصد خسارت شد.
موج چهارم
اواخر ماه ژوئیه ورماخت یک تهاجم گسترده زمینی را در تمامی طول خط مقدم آغاز کرد. بدین شکل بیشتر بمب‌افکن‌های لوفت‌وافه در ماموریت‌های پشتیبانی زمینی به‌کار گرفته شدند و حملات هوایی به مسکو با گروه‌های کوچکی از هواگردها پیگیری شد. با این حال شوروی مدعی بود این خسارت وارد آمده به لوفت‌وافه در جریان حملات پیشین است که از شدت آن‌ها کاسته‌است. به هر صورت، در حقیقت تا بدین زمان دفاع ضدهوایی مسکو عملکرد ضعیفی از خود نشان داده بود و لوفت‌وافه توانسته بود نسبت به خسارت حداقلی متحمل‌شده، آسیب زیادی به پایتخت شوروی وارد آورد. به هر صورت حمله هوایی چهارم به مسکو از ساعت ۱:۴۵ بامداد ۲۵ ژوئیه صورت گرفت. در این حمله ۷ بمب انفجاری بر مسکو انداخته شد که یک خانه را کاملاً منهدم نمود. شوروی مدعی ساقط کردن پنج هواگرد یو ۸۸ دشمن از طریق ۲۵۹ سورتی جنگنده‌های خود شد اما لوفت‌وافه گزارش از از دست رفتن سه هواگرد جناح ۵۳ بمب‌افکن از جمله یک مورد هنگام فرود در اورشا داد. دو جنگنده شوروی نیز منهدم شدند که یکی از آن‌ها در اثر آتش ضدهوایی خودی بود. همان روز نخستین حمله هوایی در روشنایی روز به مسکو صورت گرفت که در جریان آن ۲۲ بمب انفجاری و ۱۰۰ بمب آتش‌زا بر آن انداخته شد که به آسیب‌دیدگی‌هایی از جمله در ایستگاه راه‌آهن و مرگ ۱۳ تن و زخمی شدن ۲۶ تن دیگر انجامید. در مجموع این روز سپاه ۶ جنگنده دفاع هوایی شوروی تعداد بی‌نظیر ۵۰۷ سورتی انجام داد و مدعی ساقط کردن سه هواگرد شد. به هر صورت تنها دو هواگرد شناسایی لوفت‌وافه به پایگاه‌های خود بازنگشتند. لاشه یکی از هواگردها از جنگل‌های ایسترا به میدان تئاتر مسکو منتقل شد و در معرض دید عموم قرار گرفت.
موج پنجم
شب ۲۶ ژوئیه ۶۵ هواگرد لوفت‌وافه حمله دیگری علیه مسکو ترتیب و چندین مرکز صنعتی و ده خانه را مورد اصابت قرار دادند. در نتیجه این حمله ۳۱ تن کشته و حدود ۳۰۰ تن دیگر مجروح شدند. در اثر تخریب کامل یک مدرسه تازه‌ساخت، صد نفر در پناهگاه آن زیرآوار ماندند اما بیشتر آن‌ها نجات یافتند. تسلیحات ضدهوایی شوروی ۳۴ هزار گلوله شلیک کردند و جنگنده‌های شبانه آن ۸۹ سورتی صورت دادند. شوروی مدعی کسب شش پیروزی هوایی شد اما آلمانی‌ها از دست رفتن تنها یک هواگرد هائی ۱۱۱ جناح ۲۶ بمب‌افکن را ثبت نمودند.
موج ششم
دیده‌بانان زمینی شوروی ساعت ۲۱:۱۳ شب ۲۸ ژوئیه گزارش از مشاهده گروهی از هواگردهای آلمانی در حال نزدیک شدن به مسکو دادند. سه دقیقه بعد آژیر خطر در شهر به صدا درآمد تا مردم به پناهگاه‌ها بروند. این بار ۱۴ بمب انفجاری و ۱۵۰۰ بمب آتش‌زا بر سر مسکو ریخته شد. با توجه به ابری بودن هوا، هدف‌گیری به صورت کم‌دقتی انجام گرفت و بیشتر خانه‌ها آسیب دیدند. انفجار و آتش‌سوزی نوزده خانه، دو مغازه و یک چاپخانه را منهدم کرد. ۵ تن کشته و ۷۹ تن دیگر زخمی شدند. آتش ضدهوایی شدید بود و ۳۳ هزار گلوله شلیک کرد. جنگنده‌های شبانه شوروی هم ۱۳۱ سورتی انجام دادند و مدعی ساقط کردن چهار هواگرد شدند. بر مبنای داده آلمانی‌ها، تنها یک هواگرد هائی ۱۱۱ ها-۵ از جناح ۲۶ رزمی مورد اصاب قرار گرفت که در نزدیکی روستای گولووینو در بخش ایسترا سقوط کرد و تمامی خدمه آن جز یک نفر کشته شدند. بایگانی‌ها نشان‌گر این است که به احتمال زیاد کوبیده‌شدن یک هواگرد میگ-۳ به آن موجب سقوط این بمب‌افکن آلمانی شده‌است. ستوان یکم پیوتر یِورِمیِف، خلبان این میگ-۳ با بیرون پریدن از هواگرد خود زنده ماند و نشان عالی قهرمان اتحاد شوروی به او تعلق گرفت.
موج هفتم
شب ۳۱ ژوئیه\۱ اوت در آلمانی به‌شدت ابری، گروه کوچکی از هواگردهای آلمانی حمله هوایی دیگری علیه مسکو صورت دادند. این بار آلمانی‌ها از جنوب شرقی به سمت مسکو رفتند. ساعت ۲۲:۴۳ آژیر خطر در شهر به صدا درآمد اما نورافکن‌ها و دو جنگنده شبانه‌ای که به هوا خاستند، نتوانستند بمب‌افکن‌ها را بیابند. هدف این حمله کارخانه دولتی بلبرینگ‌سازی در جنوب شرقی مسکو بود. این کارخانه تولیدکننده اصلی بلبرینگ برای صنعت هواگرد و تانک شوروی به حساب می‌آمد. علاوه بر خساراتی که به کارخانه وارد آمد، سربازخانه شبه‌نظامیان و انبار سبزیجات در آن نزدیکی نیز در اثر آتش‌سوزی آسیب دیدند. در مجموع یک نفر کشته و ۲۹ تن دیگر زخمی شدند.
کلیات
در طول ماه ژوئیه سال ۱۹۴۱ جنگنده‌های شوروی مجموعاً ۸٬۰۵۲ سورتی، از جمله ۱٬۰۱۵ مورد در شب، به انجام رساند و مدعی ۵۹ پیروزی هوایی شامل ۴۶ یو ۸۸، ۱۰ هائی ۱۱۱ و ۳ دو ۲۱۵، شدند. در این مدت ۳۶ جنگنده شوروی نیز ساقط شد که به مرگ ۷ خلبان و زخمی شدن ۱۵ تن دیگر انجامید.

### اوت ۱۹۴۱
موج هشتم
ساعت ۲۲:۵۰ شب ۱ اوت هشدار حمله هوایی در مسکو مجدداً صادر شد و تا ساعت ۲ بامداد به طول انجامید. دو بمب انفجاری و حدود ۱٬۰۰۰ بمب آتش‌زا بر بخش‌های مولوتووسکی و کالینینسکی انداخته شد که ۲۷ آتش‌سوزی به‌پا کرد. یک اصابت مستقیم یک خانه را تخریب نمود. آتش ضدهوایی ۱۰٬۵۰۰ هزار گلوله شلیک کرد و جنگنده‌های شبانه شوروی هم ۸۳ سورتی انجام دادند. با این حال هیچ‌یک از جنگنده‌ها نتوانستند بمب‌افکن‌ها را ببینند.
شب بعدی یک هواگرد تنها در وضعیت دید ضعیف در ناحیه مسکو ظاهر شد اما نتوانستند هدف خود را بیابد. طبق گفته شوروی، هیچ بمبی انداخته نشد. در این شب جنگنده‌های شوروی برای ۹۹ سورتی برخاستند و مدعی دو پیروزی شدند و یکی از هواگردهای خودی را از دست دادند. یک جنگنده بر فراز ناحیه نورافکن ۵ در شمال نارو فومینسک یک بمب‌افکن هائی ۱۱۱ را رهگیری کرد و مورد حمله قرار داد. هواگرد آلمانی از جناح ۵۳ رزمی، به‌شدت آسیب دید اما توانست به‌سختی از خط مقدم عبور کند. به هر صورت، هنگام فرود اضطراری در نزدیکی دوبینسکایا در منطقه مینسک، دچار سانحه شد و همه ۵ سرنشین آن جان باختند.
موج نهم
لوفت‌وافه شب ۴ اوت یازدهمین حمله هوایی خود به مسکو را با ۹ بمب‌افکن اجرا کرد. آژیر حمله هوایی ساعت ۲۳:۳۰ به صدا درآمد و تا ساعت ۱:۴۰ بامداد طول کشید. مجموعاً ۳۰ بمب انفجاری و ۱٬۰۰۰ بمب آتش‌زا بر مسکو ریخته شد. در ۱۱ کارخانه و ۹ خانه آتش به پا گشت. طبق آمار شوروی، ۲۳ تن کشته و ۹۷ تن دیگر زخمی شدند. طبق معمول فرماندهی سپاه ۱ دفاع هوایی شروی مدعی شد حمله را دفع کرده و دشمن «مانند قبل ناموفق» بوده‌است. با این حال، خلبانان شوروی با اجرای ۵۰ سورتی، پنج جنگنده خودی را به اشکال مختلف منهدم کردند و هیچ درگیری با دشمن نداشتند.

## نتایج
از زمانی که مسکو از ماه ژوئیه سال ۱۹۴۱ در برد هواگردهای ناوگان دوم هوایی لوفت‌وافه قرار گرفت، بین دو تاریخ ۲۱ ژوئیه سال ۱۹۴۱ تا ۵ آوریل سال ۱۹۴۲ آلمانی‌ها مجموعاً ۷۶ حمل هوایی شبانه و ۱۱ حمله هوایی روزانه علیه این شهر صورت دادند. بسیاری از این حملات هوایی با تعداد کمی بمب‌افکن انجام شد. تا روز ۶ دسامبر سال ۱۹۴۱ در این حملات تنها سه مورد با بیش از ۱۰۰ هواگرد و شش مورد با بیش از ۵۰ هواگرد بود. در ۵۹ مورد از آن‌ها فقط از سه تا ده هواگرد استفاده شد. آلمان در ۵۹ حمله هوایی نخست تا ماه اکتبر سال ۱۹۴۱ مجموعاً تنها ۱۰۰۰ تن مواد منفجره بر مسکو ریخت که حدوداً نیمی از میزانی بود که نیروی هوایی بریتانیا در عرض فقط یک شب در جریان بمباران راهبردی آلمان در سال ۱۹۴۴ بر سر این کشور می‌ریخت. این مقدار به شکل روشنی نمی‌توانست خرابی وسیعی در مسکو ایجاد کند. یک برآورد مجموع خسارت وارد آمده به مسکو در حملات هوایی آلمان را حدود تنها ۳ درصد برآورد کرده‌است. بر طبق گزارش شوروی که پس از جنگ منتشر شد، در این حملات نزدیک به دو هزار نفر کشته و حدود سه برابر این میزان زخمی شدند. قریب به ۵۶۰۰ ساختمان، از جمله ۹۰ بیمارستان و ۲۵۰ مدرسه، آسیب دید یا تخریب گشت.
بدین شکل تلاش آلمان برای حصول موفقیت از طریق حملات هوایی به مسکو، همانند کارزار هوایی علیه بریتانیا در نهایت به یک ناکامی بزرگ منجر شد. به وجهی که به عقیده کریستر بریستروم، نخستین پیروزی بزرگ شوروی در برابر آلمان در این آوردگاه بر فراز مسکو حاصل گشت. علاوه بر این، کارزار حملات هوایی به مسکو بخشی از منابع محدود لوفت‌وافه را صرف خود کرد و موجب تحت‌الشعاع قرار گرفتن عملیات‌های دیگر آن شد.
علل ناکامی آلمان
علل متعددی برای ناکامی آلمان در دستیابی به اهداف خود در حملات هوایی به مسکو ذکر شده‌است. نخستین این که بر خلاف حملات هوایی به بریتانیا، آلمان در کارزار علیه شوروی از نیروی هوایی خود عموماً برای پشتیبانی تاکتیکی نیروی زمینی استفاده می‌کرد و لوفت‌وافه از توان کافی برای بمباران راهبردی مسکو برخوردار نبود. دوم این که هواگردهای آلمانی در ابتدا می‌بایست برای رسیدن به مسکو مسافت‌های چند صد کیلومتری را از پایگاه‌های خود می‌پیمودند. با پیشروی خط مقدم هواگردها به پایگاه‌های جلوتر منتقل می‌شدند اما تأسیسات و زیرساخت‌های ضعیف تصرف شده و سرمای هوا مشکلات بیشتری برای آن‌ها ایجاد می‌کرد. سوم، بر خلاف بریتانیا، شوروی با تعداد زیادی نیروی جنگنده تمرکز زیادی بر دفاع هوایی مسکو گذاشته بود. برای مثال درحالیکه در جریان نبرد بریتانیا بریتانیایی‌ها تنها ۸۰۰ جنگنده برای دفاع از کل جزیره بریتانیا داشتند، دفاع هوایی شوروی تنها برای دفاع از مسکو حدود ۶۰۰ جنگنده به کار بست و گاهی از یگان‌های همسایه نیز کمک می‌گرفت.